# Festival Eurovisão da Canção 1980
O Festival Eurovisão da Canção 1980  (em inglês: Eurovision Song Contest 1980, em francês: Concours Eurovision de la chanson 1980 e em holandês: Eurovisiesongfestival 1980)  foi o 25º Festival Eurovisão da Canção e realizou-se em 19 de abril de 1980 em Haia. A apresentadora do festival foi Marlous Fluitsma, que foi ganho por Johnny Logan com a canção, What's Another Year, uma balada romântica, que recebeu o troféu do grande prémio de Marcel Bezençon, fundador do concurso.
Neste festival, as canções foram apresentadas por apresentadores de cada dum dos países participantes na respetiva língua nacional.

## Local

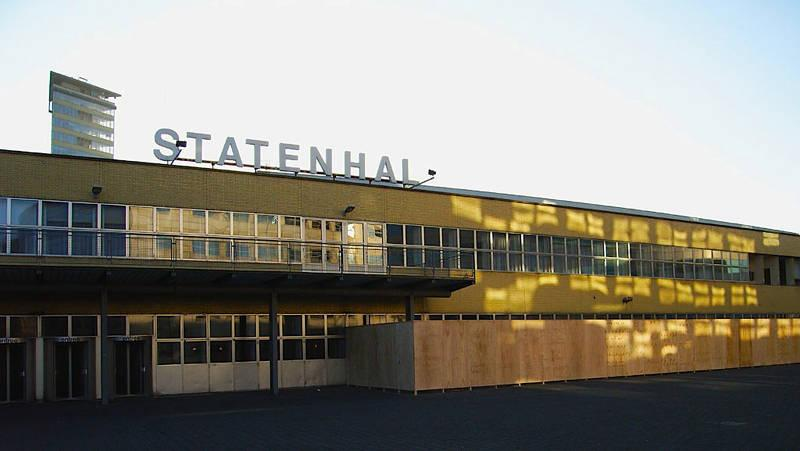
O Congresgebouw, em Haia, nos Países Baixos.

O Festival Eurovisão da Canção 1980 ocorreu em Haia, nos Países Baixos. Haia é a terceira mais populosa cidade dos Países Baixos (depois de Amesterdão e Roterdão), com uma população de 489 375 (2010) (população da área metropolitana: 600 000) e com uma área aproximada de 100 quilômetros quadrados. Está localizada no oeste do país, na província da Holanda do Sul, da qual também é capital. A cidade da Haia, assim como Amesterdão, Roterdão e Utrecht, é parte do conglomerado urbano de Randstad, com uma população cerca de 7,6 milhões habitantes. A Haia é a sede de facto do governo do país: todavia, oficialmente, não é a capital dos Países Baixos, pois, de acordo com a constituição, a capital é Amesterdão. A Haia é a sede do Eerste Kamer (primeira câmara) e da Tweede Kamer (segunda câmara), respetivamente as câmaras alta e baixa, que formam o Staten Generaal (literalmente, os "Estados Gerais"). O rei Guilherme Alexandre dos Países Baixos vive e trabalha na Haia. Todas as embaixadas e ministérios estão localizados na cidade, assim como a Hoge Raad der Nederlanden (A Suprema Corte), o Raad van State (Conselho do Estado) e muitas organizações lobistas.
O festival em si realizou-se no Congresgebouw, é um local de concertos e centro de convenções em Haia, Países Baixos, perto dos edifícios do Tribunal Penal Internacional para a ex-Jugoslávia, da Organização para a Proibição de Armas Químicas e um dos escritórios administrativos do Bacharelado Internacional. Foi inaugurado em 1969 e foi projetado no estilo funcionalismo holandês pelo arquiteto Jacobus Johannes Pieter Oud. O seu filho, Hans Oud, completou a construção após a morte de seu pai em 1963. Em 2006, uma parte do centro de convenções, incluindo o Statenhal, foi demolida para dar lugar ao edifício da Europol. Muitos concertos e festivais foram realizados lá antes, como o Festival de Jazz do Mar do Norte, e os Festivais Eurovisão da Canção de 1976 e 1980.

## Formato
Israel, que venceu o festival em 1979, renunciou ao direito de sediar o evento, no dia 21 de agosto do mesmo ano. A IBA alegou que não poderia financiar outra produção internacional num curto espaço de tempo. Além disso, naquele ano, o governo israelita tinha cortado o orçamento do canal. Para piorar, a data marcada pela União Europeia de Radiodifusão coincidiu com o Yom Hazikaron que é o dia em memória as vitimas de guerra no país. Assim, Israel foi forçado a desistir do festival nesse ano. Assim, a organização foi oferecida à BBC, como foi feito em algumas edições anteriores. Sem embargo, a BBC também renunciou ao evento, da mesma forma que a TVE, também renunciou —— apesar de que a Secretária de Turismo da Costa del Sol já estava trabalhando com a possibilidade do evento ser realizado no recém inaugurado Palácio de Congresos de Torremolinos em Málaga . Após isso, o evento foi oferecido para todas as emissoras que participaram do ano anterior até que a  televisão nacional dos Países Baixos, a NOS, decidiu assumir a organização do evento com um prazo apertado e em escala reduzida. De acordo com Yair Lapid, filho de Tommy Lapid que era o diretor geral da IBA a época, Lapid conseguiu convencer a Televisão dos Países Baixos, a assumir a ingrata missão de organizar evento de forma inesperada, quando ele percebeu que a realização consecutiva do evento poderia quebrar a emissora..
O local que sediou o 1976, o Centro de Congressos dos Países Baixos, foi escolhido. Além disso, a mesma equipe de produção chefiada pelo design Roland de Groot foi recontratada. Devido ao baixo orçamento disponível,a organização holandesa optou por reciclar diversas partes do vídeo de abertura e do cenário de 1976. Como nos festivais de 1977 e 1978, não houve vídeos pré-gravados para a apresentação dos participantes, sendo que a NOS optou por usar apresentadores vindos de cada país participante. Apesar disso, a apresentadora Marlous Fluitsma apresentou o certame na sua maioria em holandês. A NOS conseguiu gastar apenas US$ 725 mil, um valor muito abaixo dos valores gastos pelas emissoras que organizaram o festival nos anos anteriores.

### Introdutores
Devido aos fatores supracitados,a organização local optou por não produzir os já conhecidos postcards e por ser a edição de número 25 do certame,a EBU e a NOS decidiram usar um introdutor para cada uma das 19 canções participantes. Os introdutores dirigiram-se aos telespectadores em uma das suas línguas nacionais A introdução da Irlanda foi feita em gaélico e foi a única a usar um idioma diferente da música do seu país, que era em inglês. Dinamarca, Finlândia, Portugal, Suécia e Turquia recorreram aos seus próprios comentaristas,enquanto outros 13 optaram por apresentadores de suas emissoras. A introdutora da participação local foi a própria apresentadora Marlous Fluitsma. 
Enquanto as músicas iam sendo introduzidas, as fotos dos seus autores, compositores e artistas participantes passavam no canto inferior direito da tela. Essas fotos foram tiradas durante as viagens promocionais dos participantes no período prévio ao concurso em diversos locais dos Países Baixos.
| País          | Introdutor                                        |
| ------------- | ------------------------------------------------- |
| Áustria       | Chris Lohner                                      |
| Turquia       | Şebnem Savaşçı                                    |
| Grécia        | Kelly Sakakou                                     |
| Luxemburgo    | Michèle Etzel                                     |
| Marrocos      | Mohammed Bouzidi                                  |
| Itália        | Beatrice Cori                                     |
| Dinamarca     | Jørgen de Mylius                                  |
| Suécia        | Ulf Elfving                                       |
| Suíça         | Lyliam Stambac                                    |
| Finlândia     | Heikki Harma                                      |
| Noruega       | Åse Kleveland                                     |
| Alemanha      | Carolin Reiber                                    |
| Reino Unido   | Noel Edmonds                                      |
| Portugal      | Eládio Clímaco                                    |
| Países Baixos | Marlous Fluitsma (também apresentadora da edição) |
| França        | Évelyne Dhéliat                                   |
| Irlanda       | Thelma Mansfield                                  |
| Espanha       | Mari Cruz Soriano                                 |
| Bélgica       | Arlette Vincent                                   |

## Visual
O vídeo introdutório começou com uma cena numa praia holandesa. Um violinista apareceu a tocar Te Deum por Marc-Antoine Charpentier. Das ondas, em seguida, emerge a sigla "25", lembrando o jubileu de prata do concurso que se comemorava naquele ano. Em seguida, o vídeo introdutório mostrado em 1976 foi mostrado.
A orquestra, dirigida por Rogier van Otterloo, estava novamente ao pé do palco e cercada por um recinto luminoso. O espaço dos introdutores, decorado com duas tulipas estilizadas, estava localizado à esquerda do palco; o quadro de votação e a mesa do supervisor, à direita. O palco, da autoria de Roland de Groot, foi emoldurado por um frontão à maneira dos templos gregos. O espaço era ocupado por um pódio de dois níveis, uma escada recuada de cinco degraus e três faixas horizontais curvas. Acima do palco havia móveis suspensos: seis meias elipses (duas das quais decoradas com um quarto de círculo vermelho) e dois trapézios. Todos esses elementos eram de cor neutra e revestidos de faixas claras. Eles mudavam, de acordo com as atuações, para cores creme, cinza, azul, rosa ou lilás.
A apresentadora foi Marlous Fluitsma, que falou aos espectadores em holandês, tendo usado o inglês e o francês apenas na votação.
Neste ano não houve os famosos postcards. Mas para marcar os vinte e cinco anos da competição, os organizadores pediram a um membro de cada delegação para apresentar a música do seu país. Os introdutores dirigiram-se aos telespectadores na sua própria língua nacional. A introdução da Irlanda foi feita em gaélico e foi o único a usar um idioma diferente da música do seu país, que era em inglês. Dinamarca, Finlândia, Portugal, Suécia e Turquia recorreram aos seus próprios comentadores, tendo os outros países recorrido a outros.
Enquanto as músicas iam sendo introduzidas, as fotos dos seus autores, compositores e artistas participantes passavam no canto inferior direito da tela. Essas fotos foram tiradas durante várias viagens nos Países Baixos.
O intervalo foi ocupado pelo  The Dutch Swing College Band, um grupo cujos membros eram de Aruba, Países Baixos Caribenhos e do Suriname. Eles interpretaram seu título de "San Fernando", acompanhado pelos Dançarinos de Lee Jackson, enquanto atrás deles, os motivos do cenário permaneceram em movimento.
Pela segunda vez na história do concurso, os artistas foram entrevistados nos bastidores. Durante o intervalo, o apresentador Hans von Willigenburg falou com Katja Ebstein, Sophie & Magaly, o grupo Prima Donna, Johnny Logan, Sverre Kjelsberg e  Maggie MacNeal, perguntando se já sabiam o nome do vencedor da noite. Todos responderam que não.

## Votação
Cada país tinha um júri composto por 11 elementos, que atribuiu 12, 10, 8, 7, 6, 5, 4, 3, 2, 1 pontos às dez canções mais votadas.Esta foi a primeira vez que se anunciaram os resultados por ordem crescente (1,2,3...)
O supervisor executivo da EBU foi Frank Naef, que teve que intervir três vezes para corrigir erros cometidos por Marlous Fluitsma.
Como um aceno às primeiras edições do concurso, a produção comunicou Marlous Fluitsma e os porta-vozes por meio de telefones, um diferente para cada país.
Durante a votação, a câmera fez vários close-ups dos artistas. Em particular, Maggie MacNeal, Katja Ebstein e Johnny Logan apareceram.

## Participações

Países participantes

| País          | Título original da Canção    | Artista                         | Processo                                                         | Data da Selecção        |
| País          | Tradução em Português        | Idiomas de Interpretação        | Processo                                                         | Data da Selecção        |
| ------------- | ---------------------------- | ------------------------------- | ---------------------------------------------------------------- | ----------------------- |
| Alemanha      | "Theater"                    | Katja Ebstein                   | Ein lied für Den Haag 1980                                       | 20 de março de 1980     |
| Alemanha      | Teatro                       | Alemão                          | Ein lied für Den Haag 1980                                       | 20 de março de 1980     |
| Áustria       | "Du bist Musik"              | Blue Danube                     | Seleção Interna                                                  | -                       |
| Áustria       | Tu és música                 | Alemão                          | Seleção Interna                                                  | -                       |
| Bélgica       | "Euro-Vision"                | Telex                           | Éliminatoires belges du Grand-Prix Eurovision de la Chanson 1980 | 24 de fevereiro de 1980 |
| Bélgica       | Eurovisão                    | Francês                         | Éliminatoires belges du Grand-Prix Eurovision de la Chanson 1980 | 24 de fevereiro de 1980 |
| Dinamarca     | "Tænker altid på dig"        | Bamses Venner                   | Dansk Melodi Grand-Prix 1980                                     | 29 de março de 1980     |
| Dinamarca     | Sempre a pensar em ti        | Dinamarquês                     | Dansk Melodi Grand-Prix 1980                                     | 29 de março de 1980     |
| Espanha       | "Quédate esta noche"         | Trigo Limpio                    | Seleção Interna                                                  | -                       |
| Espanha       | Fica esta noite              | Castelhano                      | Seleção Interna                                                  | -                       |
| Finlândia     | "Huilumies"                  | Vesa-Matti Loiri                | Euroviisut 1980                                                  | 8 de março de 1980      |
| Finlândia     | Um flautista                 | Finlandês                       | Euroviisut 1980                                                  | 8 de março de 1980      |
| França        | "Hé, hé M'sieurs dames"      | Profil                          | Concours de la Chanson Française pour l'Eurovision 1980          | 23 de março de 1980     |
| França        | Olá, Olá Senhores e Senhoras | Francês                         | Concours de la Chanson Française pour l'Eurovision 1980          | 23 de março de 1980     |
| Grécia        | "Autostop" (Ωτοστόπ)         | Anna Vissi & Epikouri           | Ellinikoú Telikoú tis Diagonismós Tragoudioú Eurovision 1980     | 10 de março de 1980     |
| Grécia        | Boleia                       | Grego                           | Ellinikoú Telikoú tis Diagonismós Tragoudioú Eurovision 1980     | 10 de março de 1980     |
| Irlanda       | "What's Another Year"        | Johnny Logan                    | Irish Final 1980                                                 | 9 de março de 1980      |
| Irlanda       | Mais outro ano               | Inglês                          | Irish Final 1980                                                 | 9 de março de 1980      |
| Itália        | "Non so che darei"           | Alan Sorrenti                   | Seleção interna                                                  | -                       |
| Itália        | Não sei que te dar           | Italiano                        | Seleção interna                                                  | -                       |
| Luxemburgo    | "Papa Pingouin"              | Sophie & Magaly                 | Seleção interna                                                  | -                       |
| Luxemburgo    | Papá Pinguim                 | Francês                         | Seleção interna                                                  | -                       |
| Marrocos      | "Bitaqat Khub" (بطاقة حب)    | Samira Bensaïd                  | Seleção interna                                                  | -                       |
| Marrocos      | Mensagem de amor             | Árabe                           | Seleção interna                                                  | -                       |
| Noruega       | "Sámiid ædnan"               | Sverre Kjelsberg & Mattis Hætta | Melodi Grand Prix 1980                                           | 22 de março de 1980     |
| Noruega       | Povo lapão                   | Norueguêsa                      | Melodi Grand Prix 1980                                           | 22 de março de 1980     |
| Países Baixos | "Amsterdam"                  | Maggie MacNeal                  | Seleção interna                                                  | -                       |
| Países Baixos | Amesterdão                   | Holandês                        | Seleção interna                                                  | -                       |
| Portugal      | "Um grande, grande amor"     | José Cid                        | Festival RTP da Canção 1980                                      | 7 de março de 1980      |
| Portugal      | Um grande, grande amor       | Português                       | Festival RTP da Canção 1980                                      | 7 de março de 1980      |
| Reino Unido   | "Love Enough for Two"        | Prima Donna                     | A song for Europe 1980                                           | 26 de março de 1980     |
| Reino Unido   | Amor suficiente para dois    | Inglês                          | A song for Europe 1980                                           | 26 de março de 1980     |
| Suécia        | "Just nu!"                   | Tomas Ledin                     | Melodifestivalen 1980                                            | 8 de março de 1980      |
| Suécia        | Agora Mesmo!                 | Sueco                           | Melodifestivalen 1980                                            | 8 de março de 1980      |
| Suíça         | "Cinéma"                     | Paola                           | Seleção Interna                                                  | -                       |
| Suíça         | Cinema                       | Francês                         | Seleção Interna                                                  | -                       |
| Turquia       | "Pet'r Oil"                  | Ajda Pekkan                     | Eurovision Şarkı Yarışması Türkiye Finali 1980                   | 24 de fevereiro de 1980 |
| Turquia       | Petróleo                     | Turco                           | Eurovision Şarkı Yarışması Türkiye Finali 1980                   | 24 de fevereiro de 1980 |

## Festival
| #   | País          | Idioma      | Artista                         | Canção                    | Lugar | Pontuação |
| --- | ------------- | ----------- | ------------------------------- | ------------------------- | ----- | --------- |
| 1º  | Áustria       | Alemão      | Blue Danube                     | "Du bist Musik"           | 8º    | 64        |
| 2º  | Turquia       | Turco       | Ajda Pekkan                     | "Pet'r Oil"               | 15º   | 23        |
| 3º  | Grécia        | Grego       | Anna Vissi & Epikouri           | "Autostop" (Ωτοστόπ)      | 13º   | 30        |
| 4º  | Luxemburgo    | Francês     | Sophie & Magaly                 | "Papa Pingouin"           | 9º    | 56        |
| 5º  | Marrocos      | Árabe       | Samira Bensaïd                  | "Bitaqat Khub" (بطاقة حب) | 18º   | 7         |
| 6º  | Itália        | Italiano    | Alan Sorrenti                   | "Non so che darei"        | 6º    | 87        |
| 7º  | Dinamarca     | Dinamarquês | Bamses Venner                   | "Tænker altid på dig"     | 14º   | 25        |
| 8º  | Suécia        | Sueco       | Tomas Ledin                     | "Just nu!"                | 10º   | 47        |
| 9º  | Suíça         | Francês     | Paola                           | "Cinéma"                  | 4º    | 104       |
| 10º | Finlândia     | Finlandês   | Vesa-Matti Loiri                | "Huilumies"               | 19º   | 6         |
| 11º | Noruega       | Norueguêsa  | Sverre Kjelsberg & Mattis Hætta | "Sámiid ædnan"            | 16º   | 15        |
| 12º | Alemanha      | Alemão      | Katja Ebstein                   | "Theater"                 | 2º    | 128       |
| 13  | Reino Unido   | Inglês      | Prima Donna                     | "Love Enough for Two"     | 3º    | 106       |
| 14º | Portugal      | Português   | José Cid                        | "Um grande, grande amor"  | 7º    | 71        |
| 15º | Países Baixos | Holandês    | Maggie MacNeal                  | "Amsterdam"               | 5º    | 93        |
| 16º | França        | Francês     | Profil                          | "Hé, hé M'sieurs dames"   | 11º   | 45        |
| 17º | Irlanda       | Inglês      | Johnny Logan                    | "What's Another Year"     | 1º    | 143       |
| 18º | Espanha       | Castelhano  | Trigo Limpio                    | "Quédate esta noche"      | 12º   | 38        |
| 19º | Bélgica       | Francês     | Telex                           | "Euro-Vision"             | 17º   | 14        |

Notas
a.↑ Apesar da canção ter sido interpretada inteiramente em Norueguês, o título está numa língua lapônica setentrional das línguas lapônicas.

### Galeria

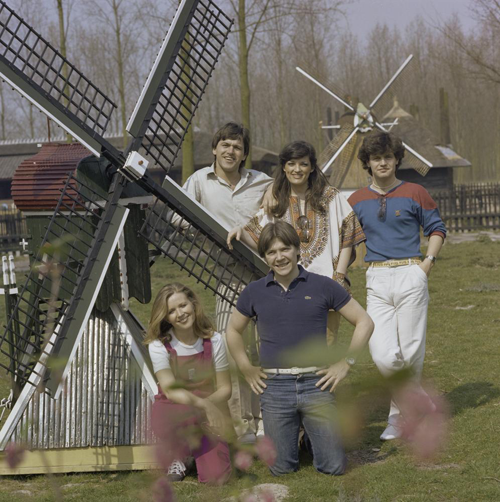
Blue Danube (cartão-postal)
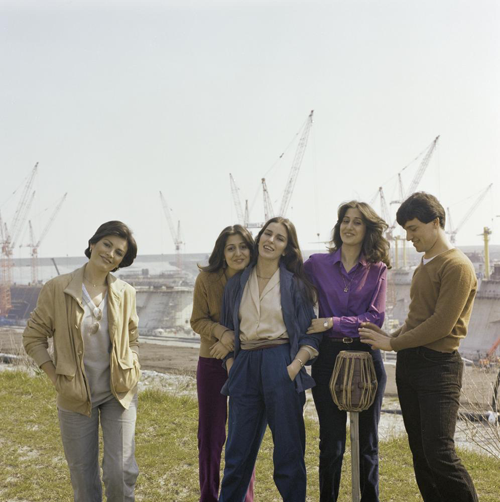
Ajda Pekkan (cartão-postal)
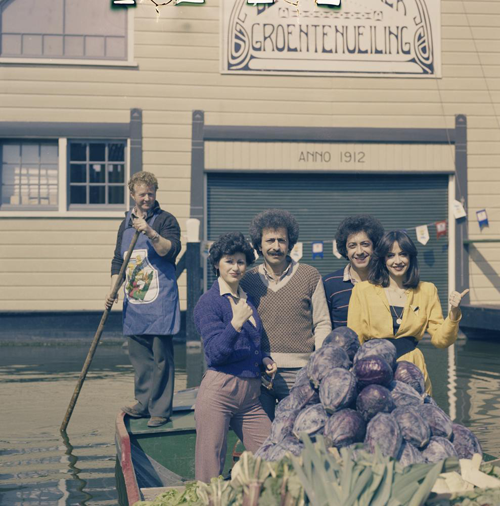
Anna Vissi & Epikouri (cartão-postal)
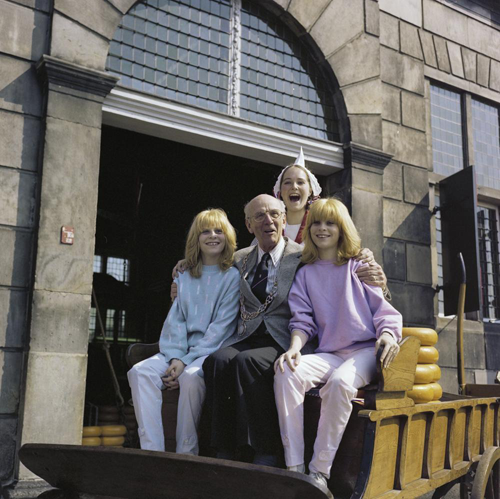
Sophie & Magaly (cartão-postal)
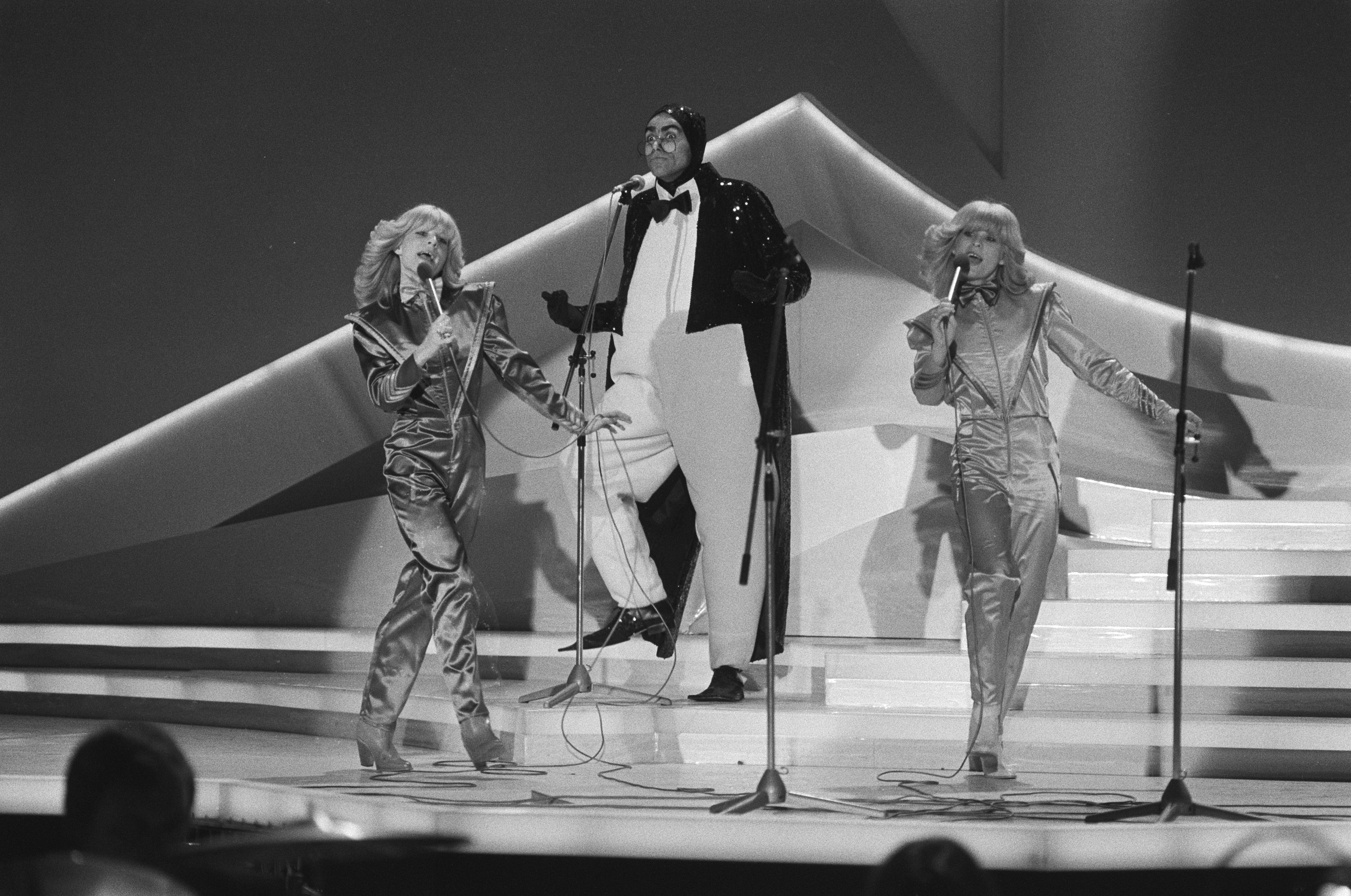
Sophie & Magaly (atuação)
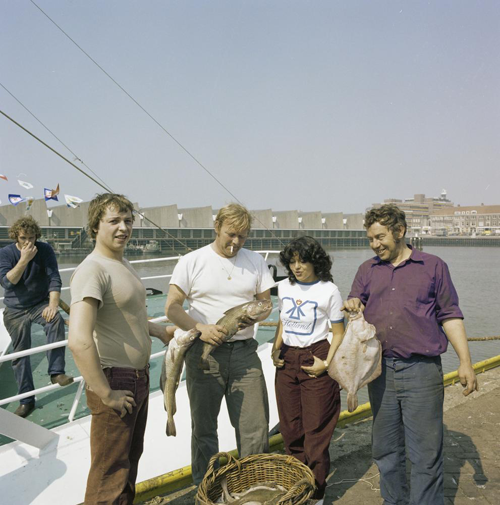
Samira Bensaïd (cartão-postal)
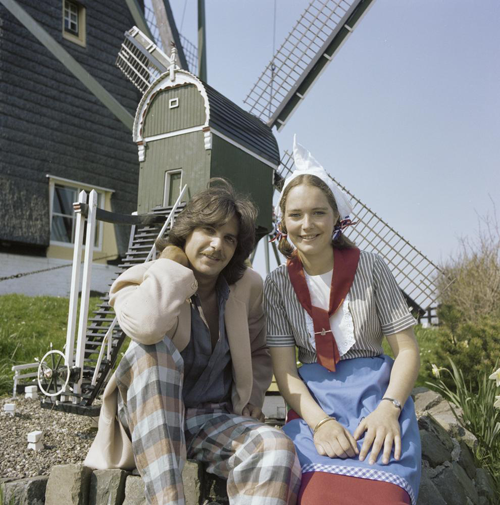
Alan Sorrenti (cartão-postal)
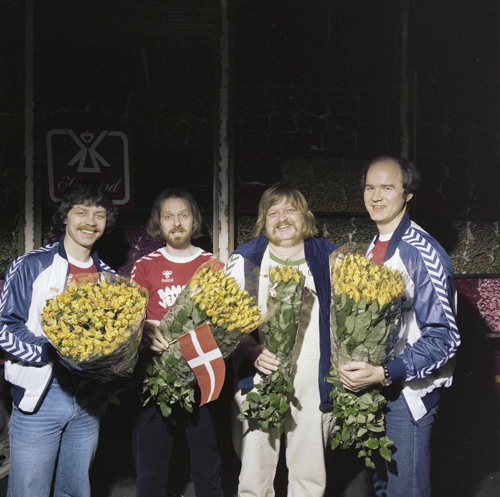
Bamses Venner (cartão-postal)
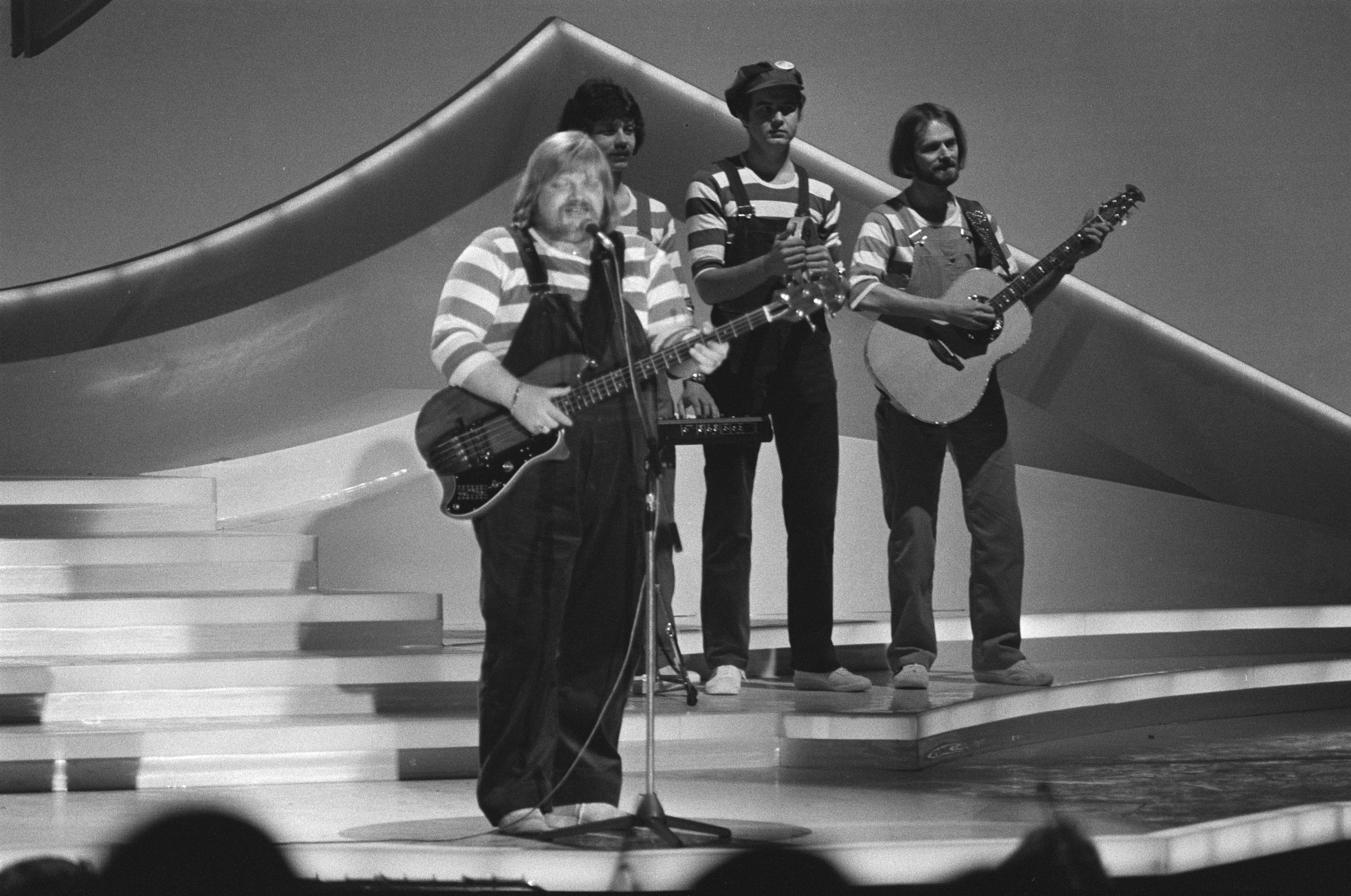
Bamses Venner (atuação)
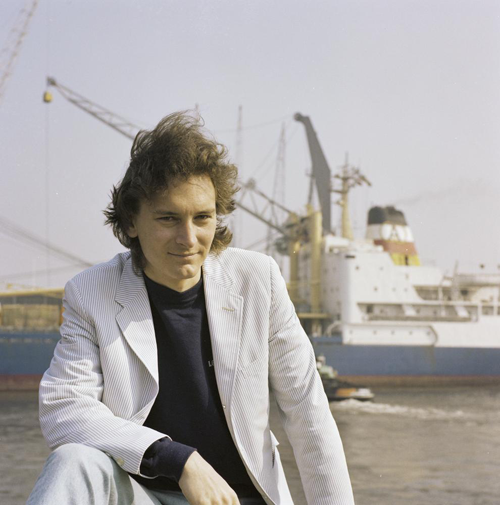
Tomas Ledin (cartão-postal)
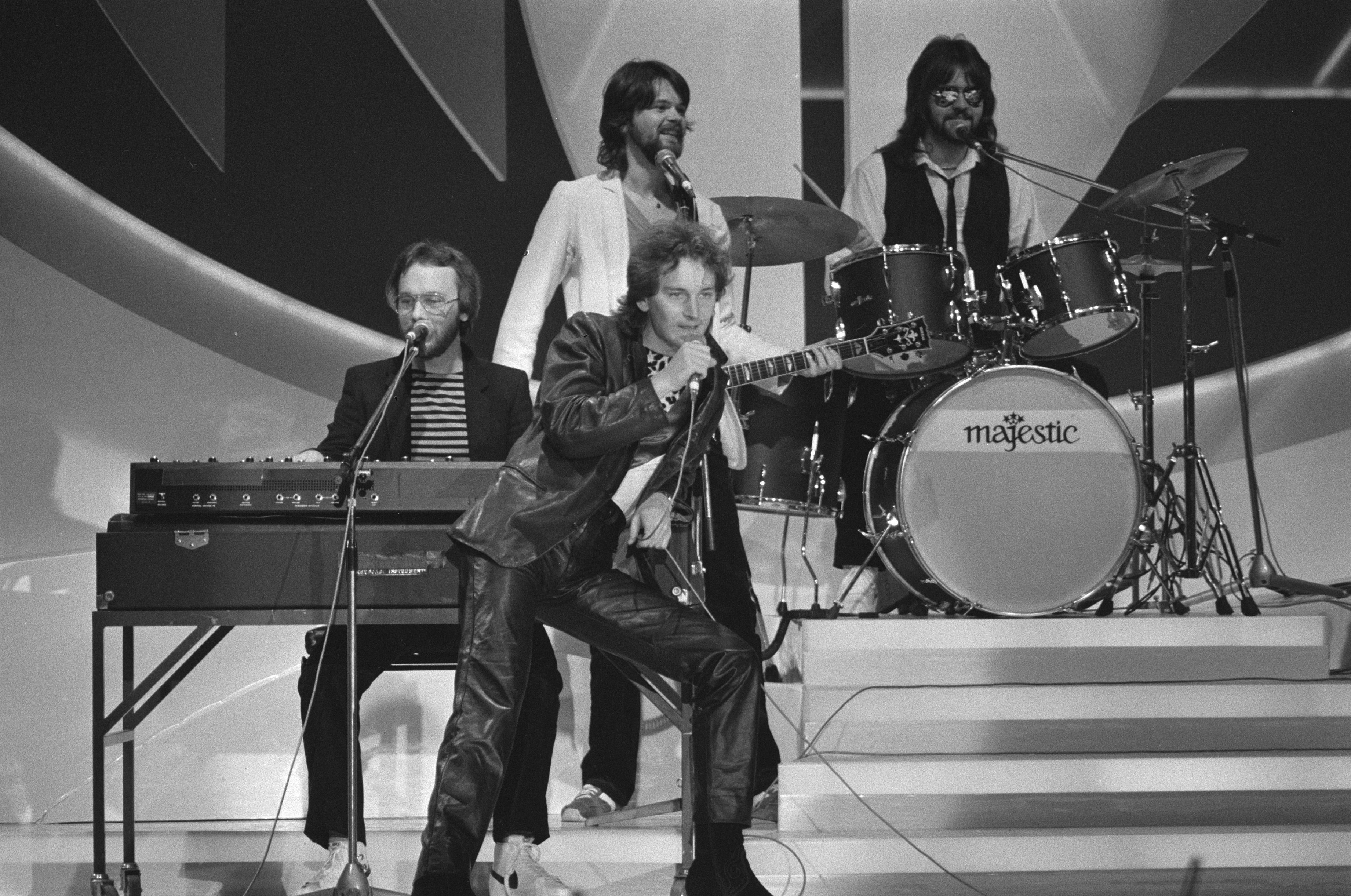
Tomas Ledin (atuação)
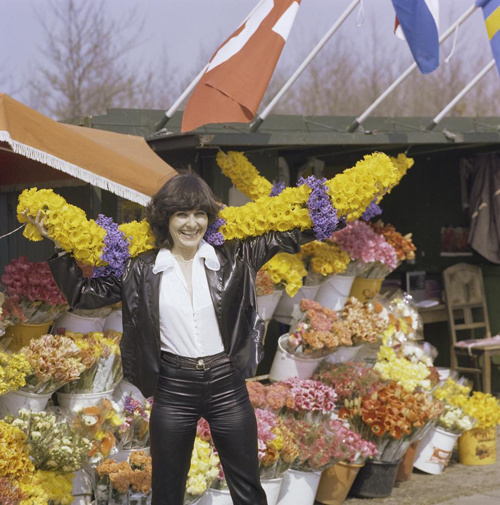
Paola (cartão-postal)
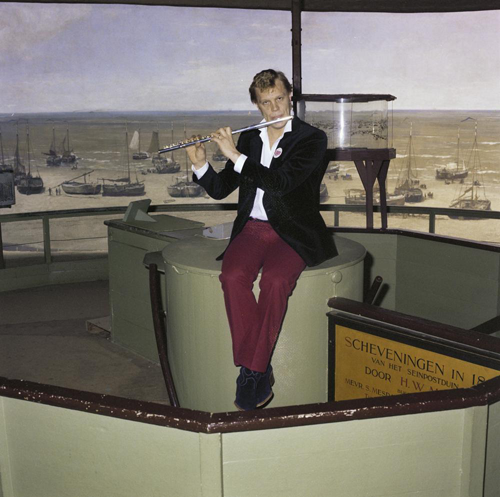
Vesa-Matti Loiri (cartão-postal)
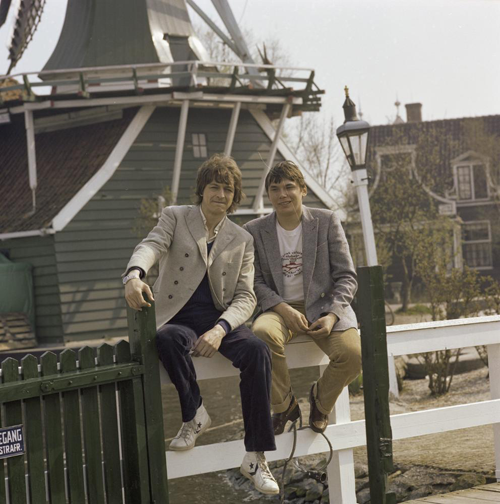
Sverre Kjelsberg & Mattis Hætta (cartão-postal)
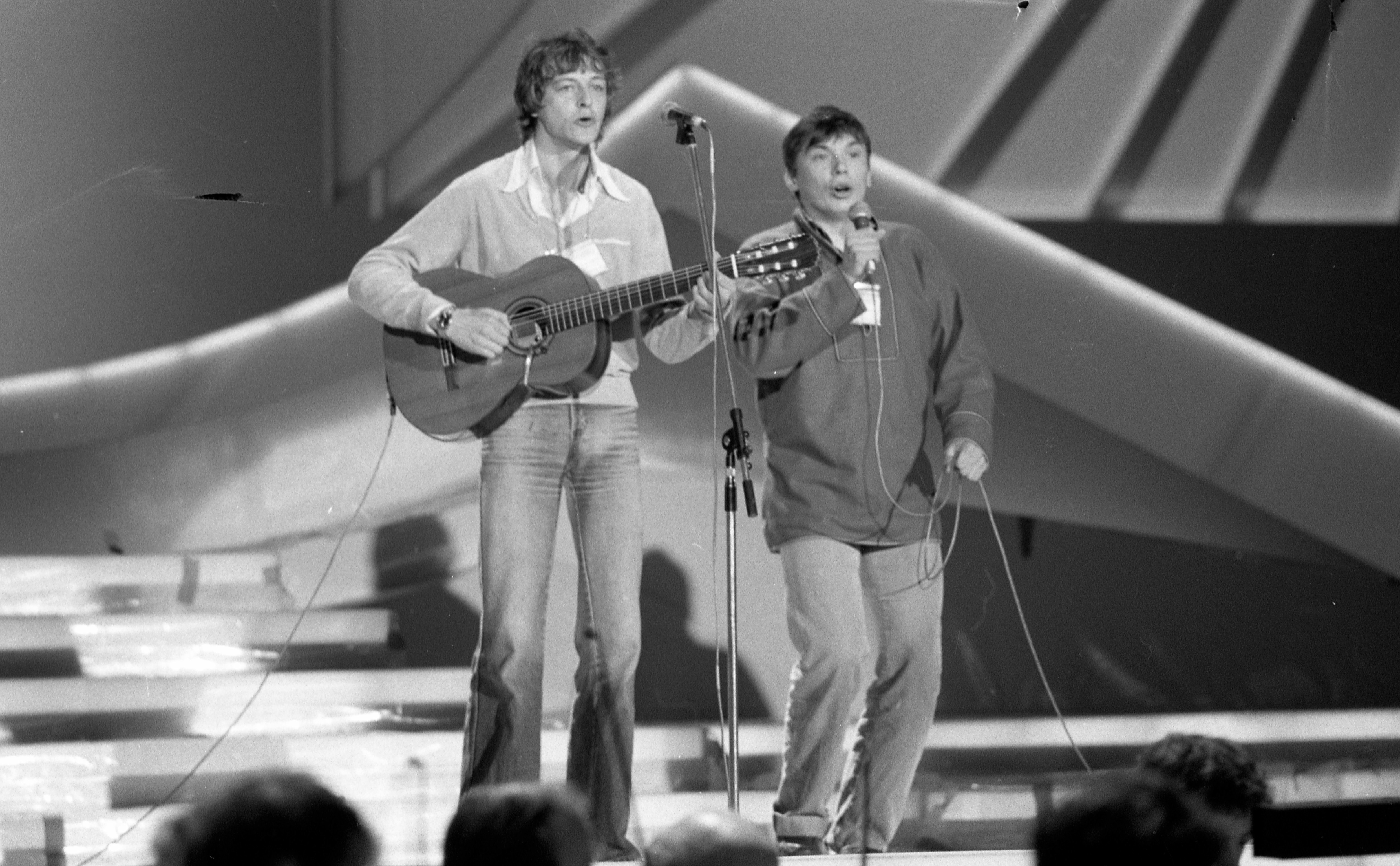
Sverre Kjelsberg & Mattis Hætta (atuação)
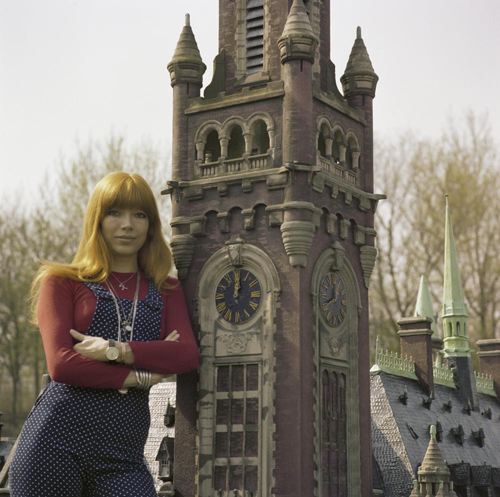
Katja Ebstein (cartão-postal)
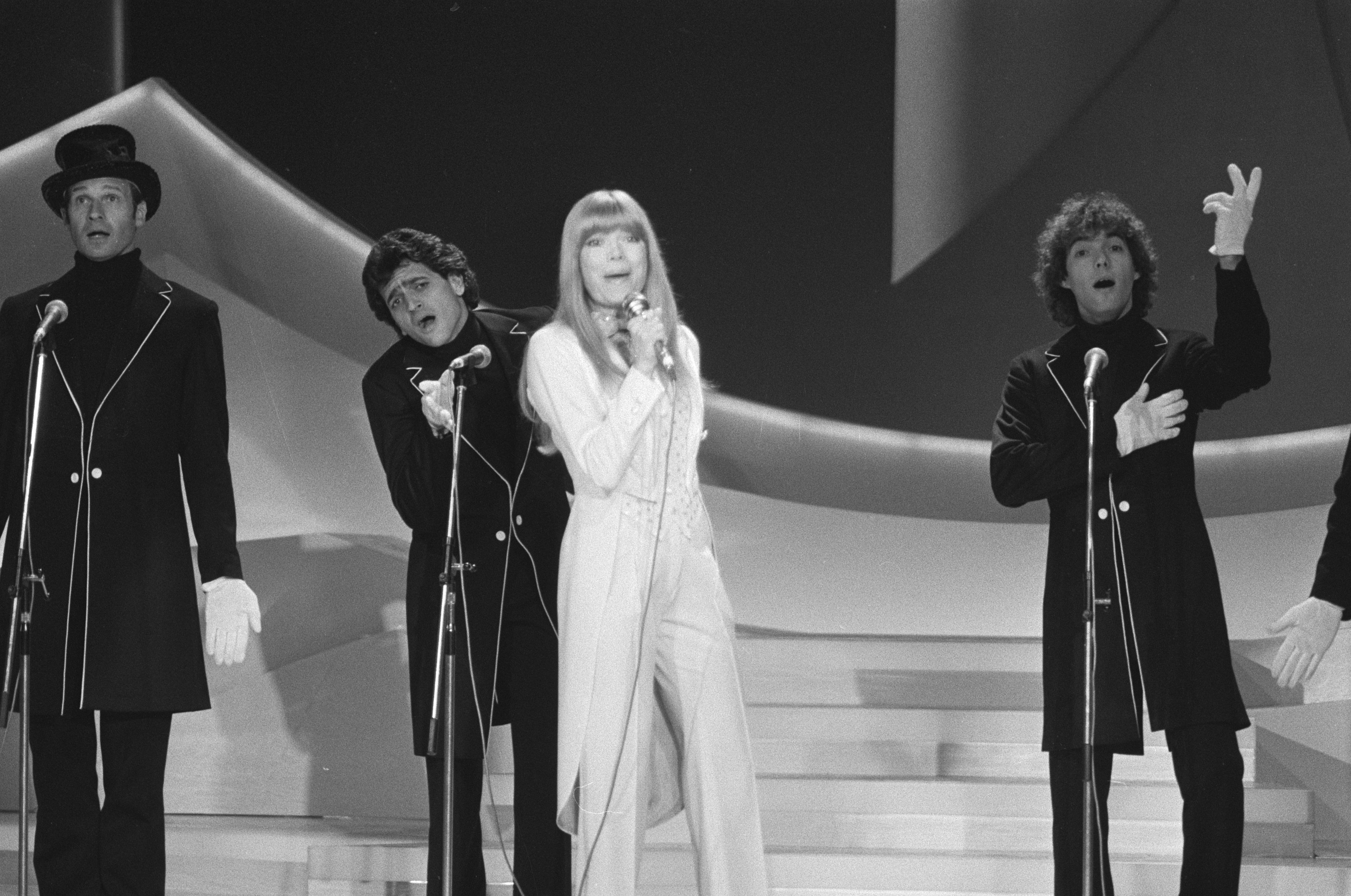
Katja Ebstein (atuação)
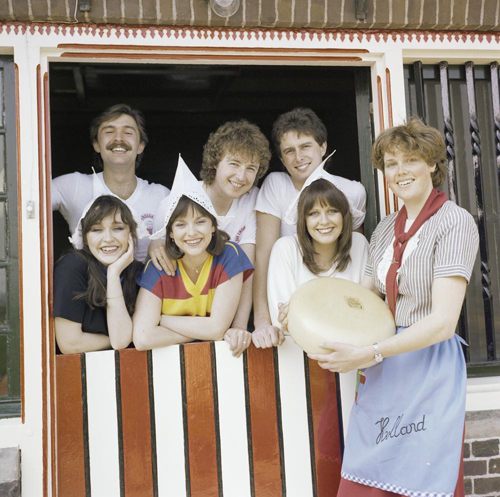
Prima Donna (cartão-postal)
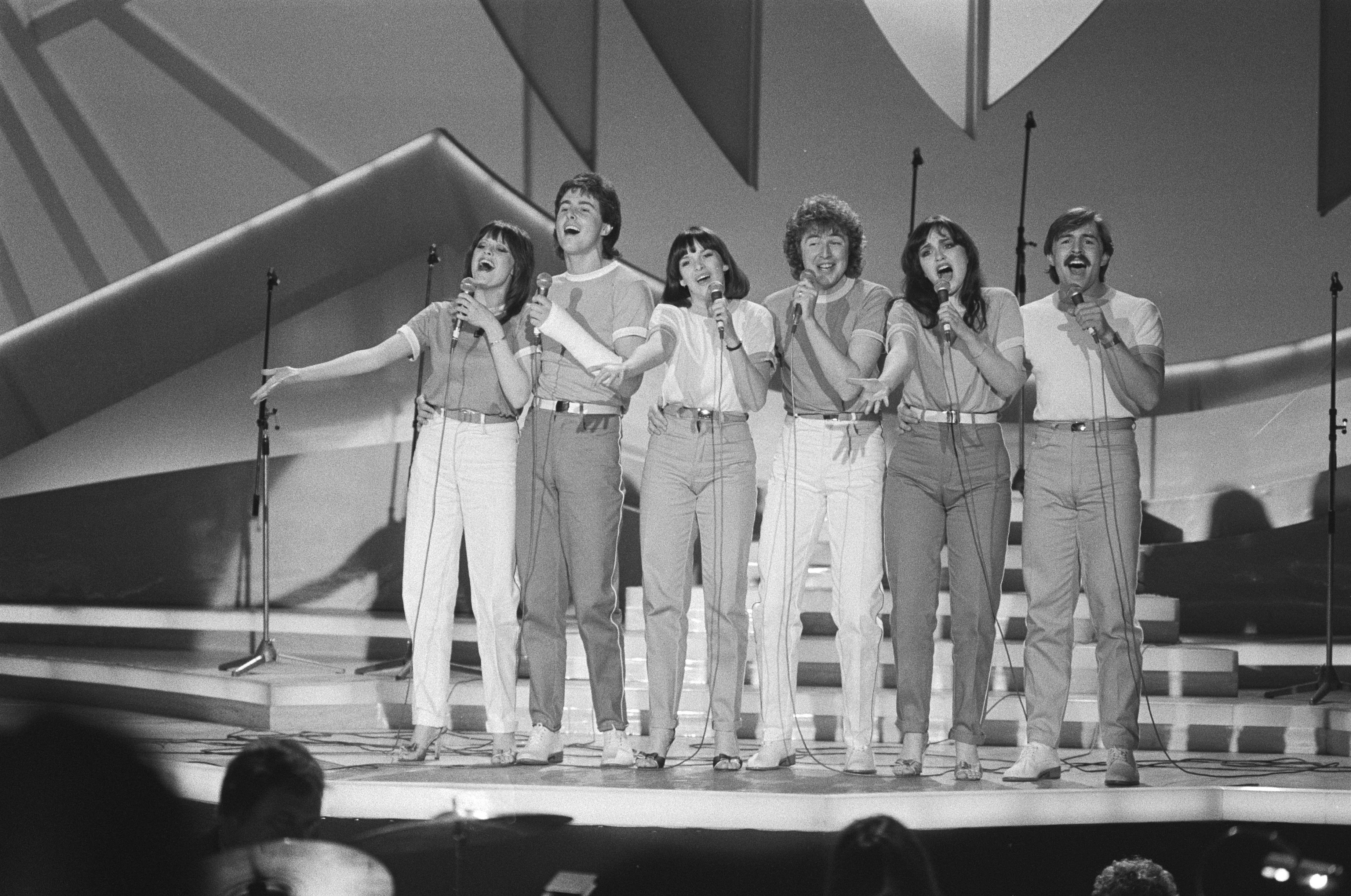
Prima Donna (atuação)
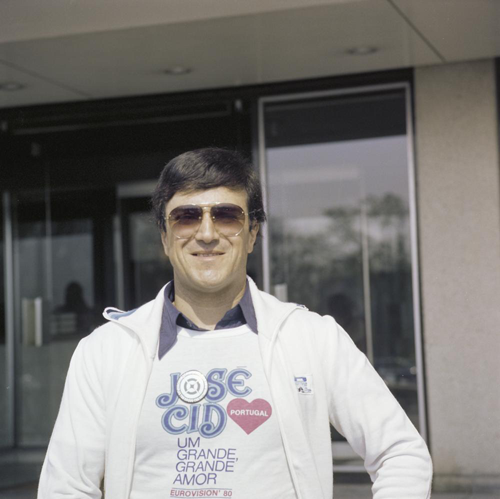
José Cid (cartão-postal)
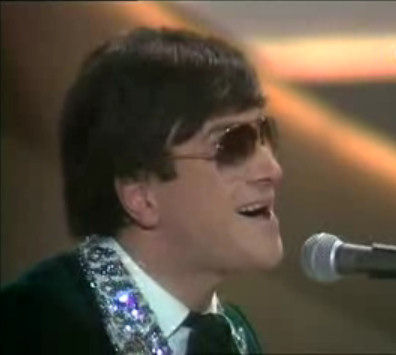
José Cid (atuação)
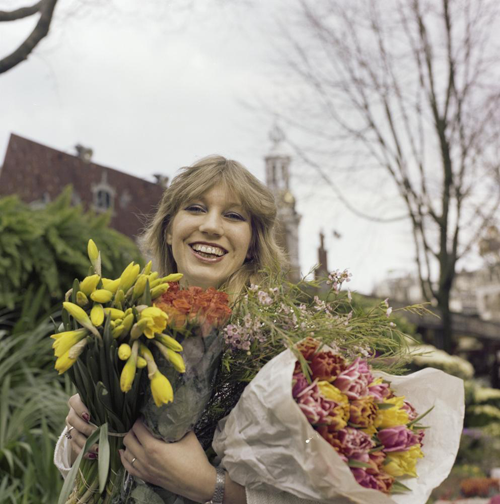
Maggie MacNeal (cartão-postal)
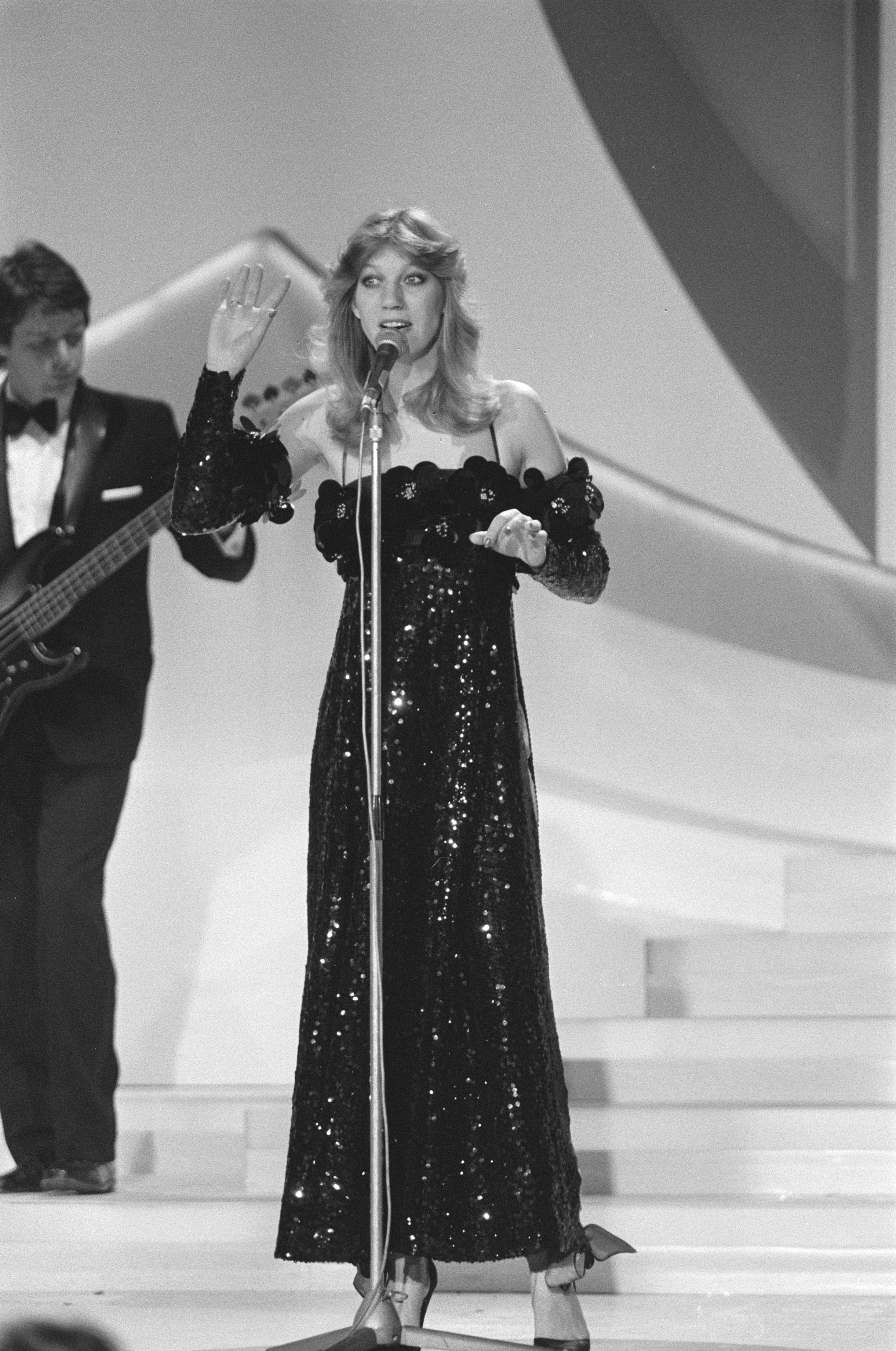
Maggie MacNeal
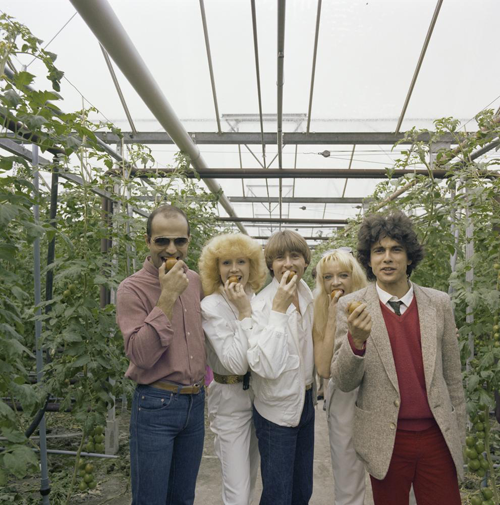
Profil (cartão-postal)
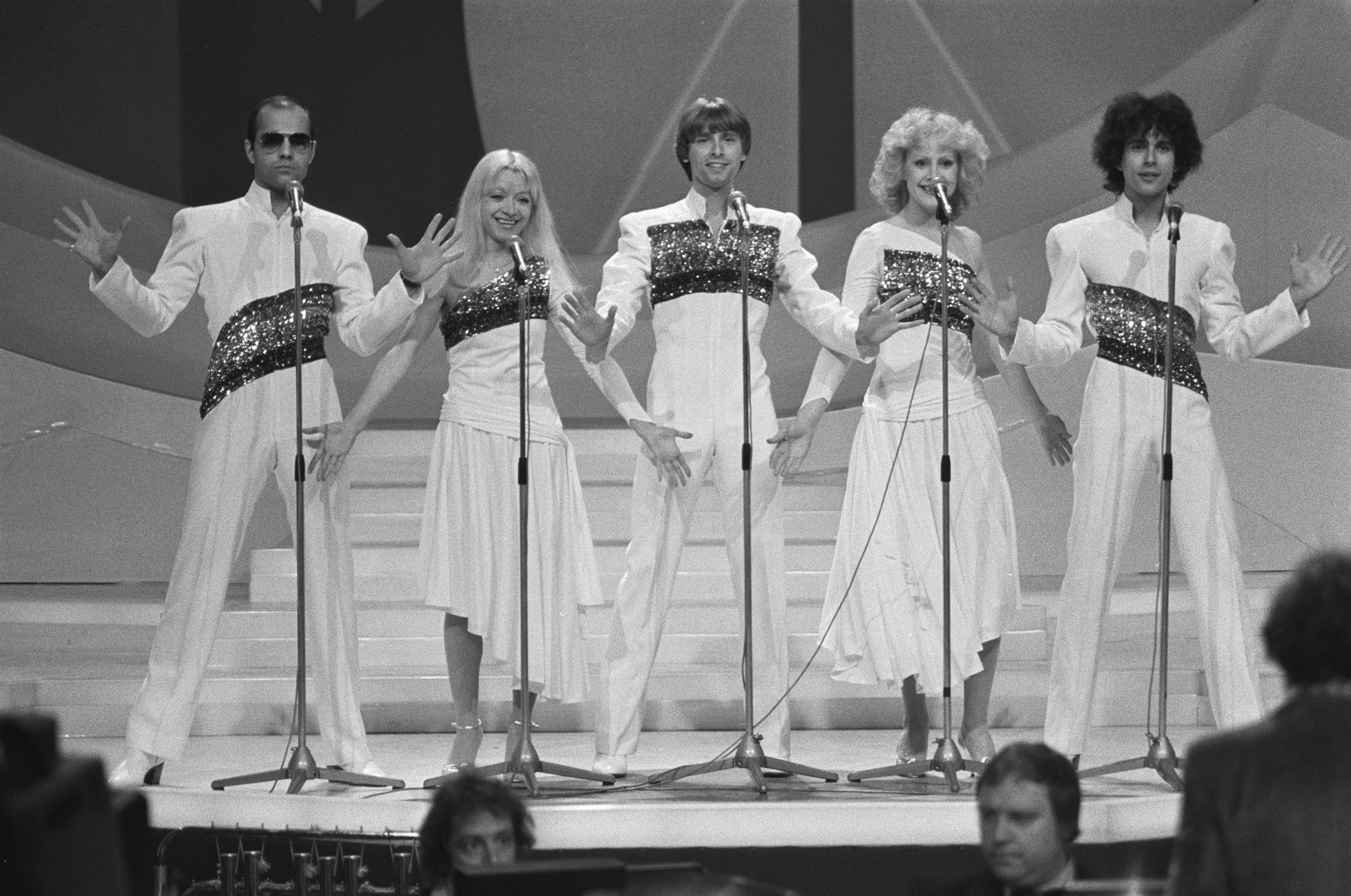
Profil (atuação)
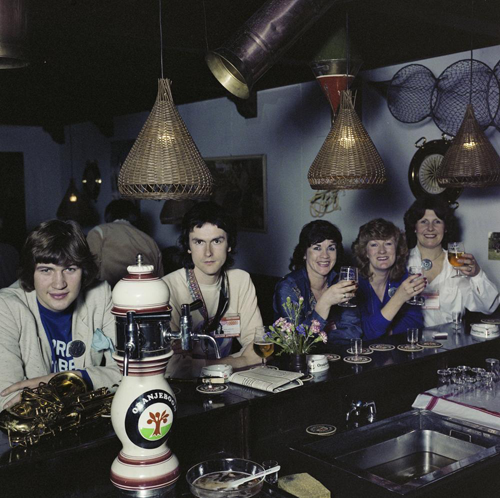
Johnny Logan (cartão-postal)
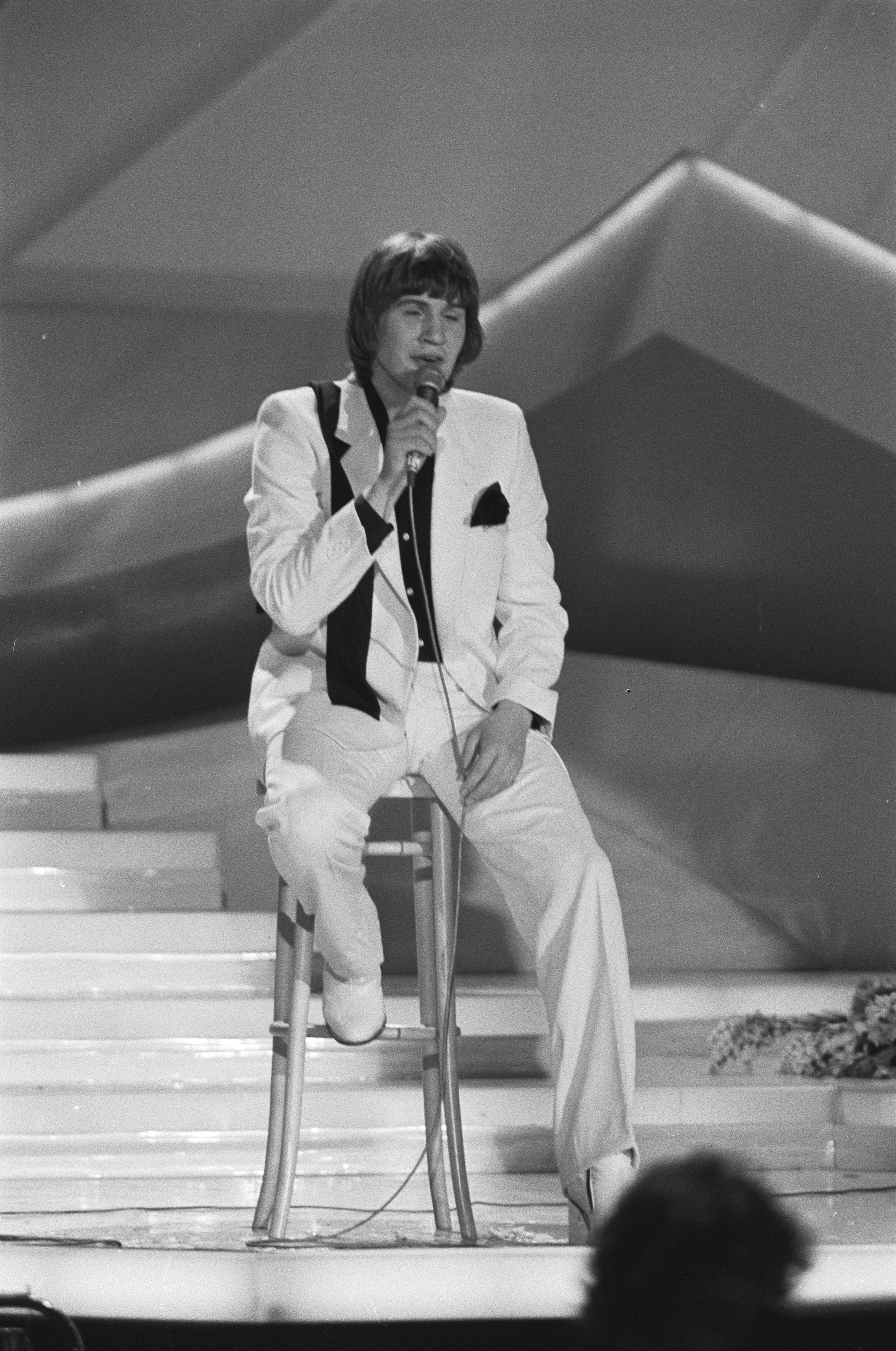
Johnny Logan (atuação)
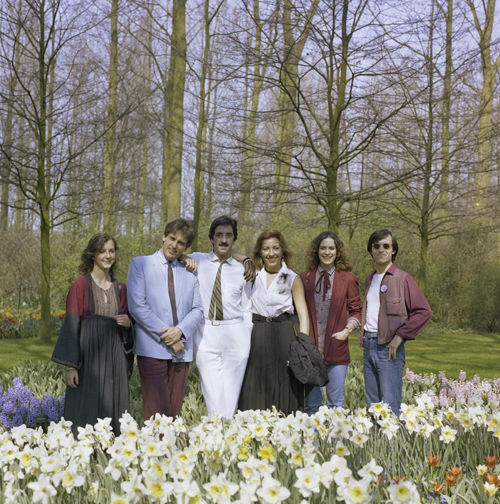
Trigo Limpio (cartão-postal)
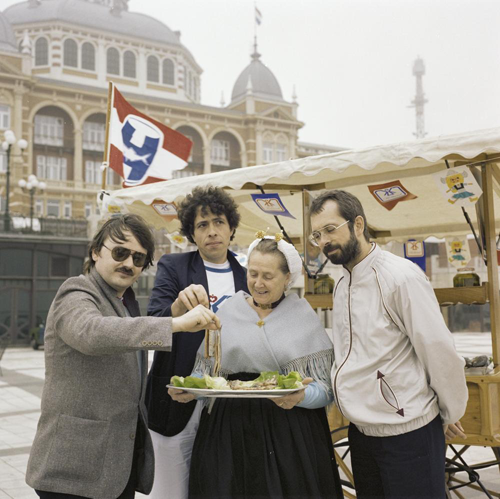
Telex (cartão-postal)
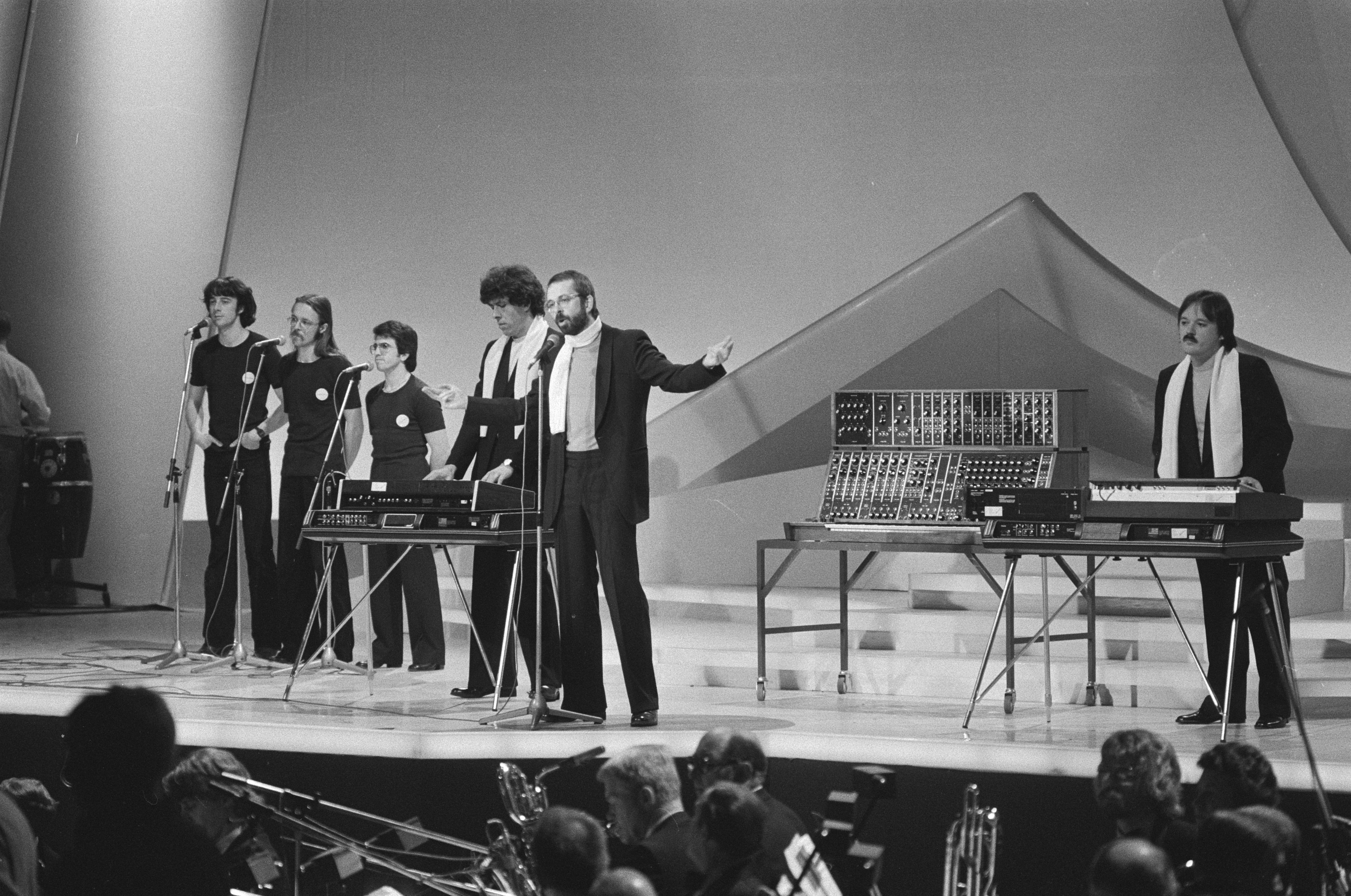
Telex (atuação)
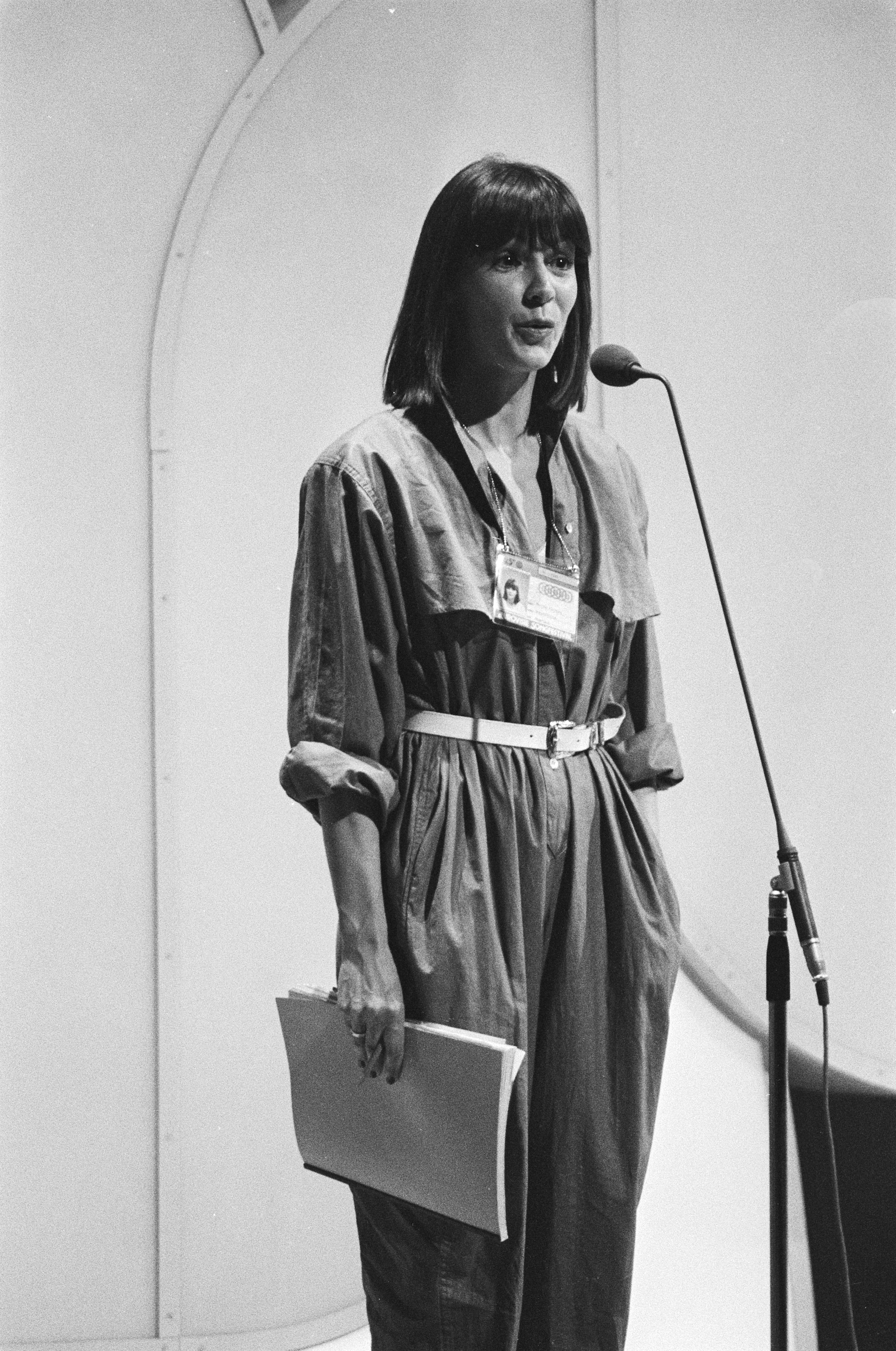
A apresentadora, Marlous Fluitsma
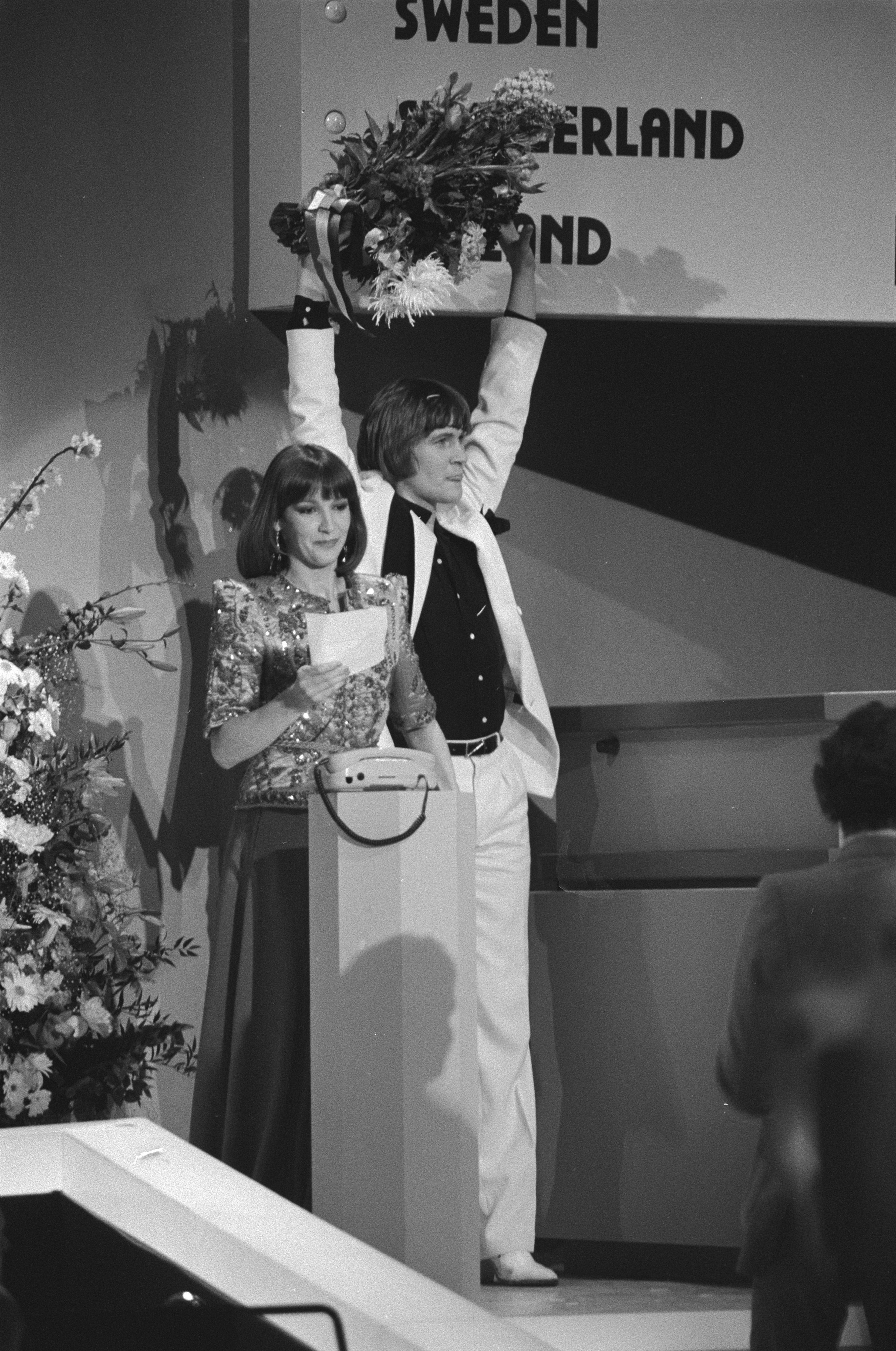
Marlous Fluitsma e Johnny Logan
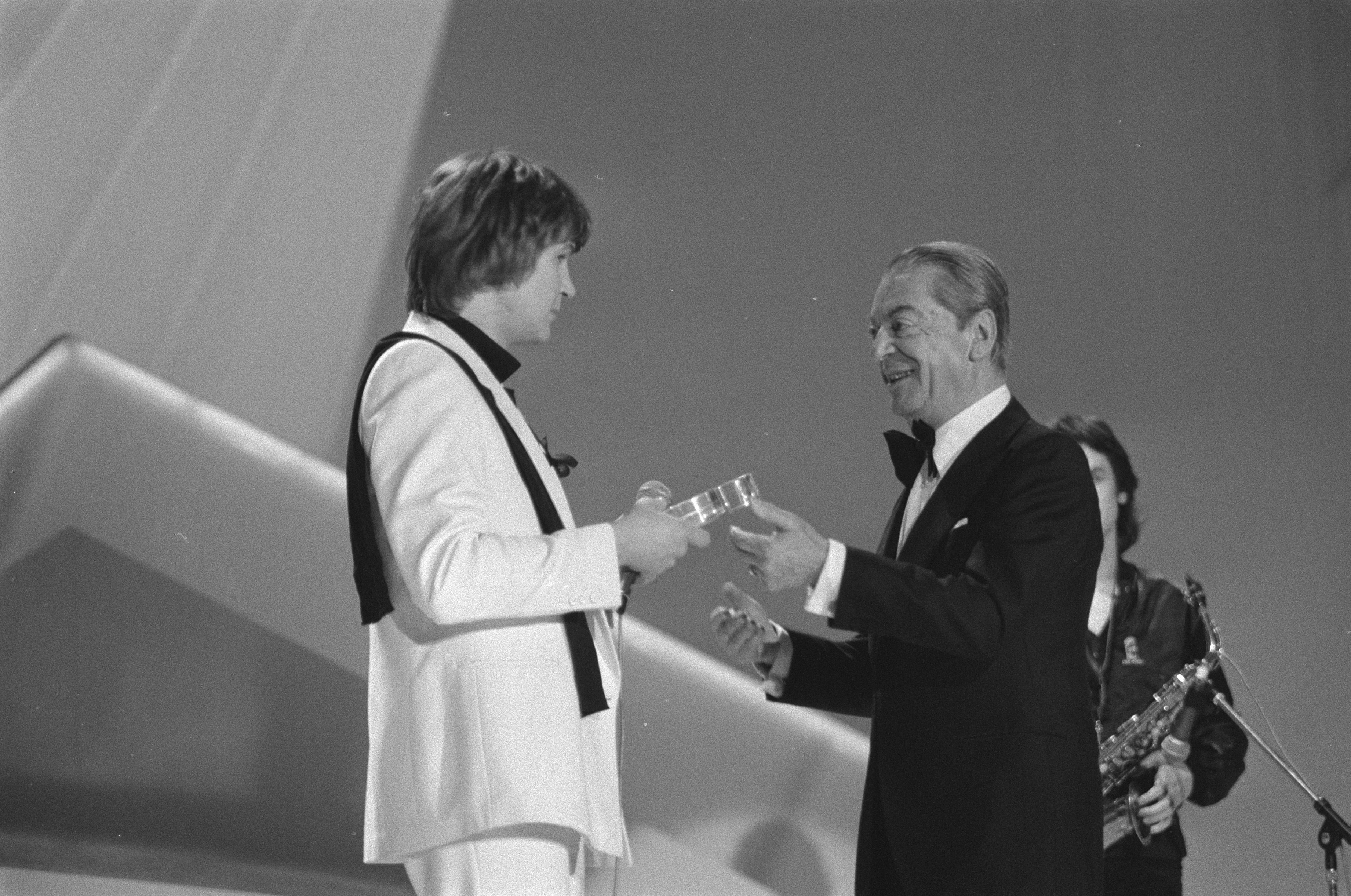
Marcel Bezençon, criador do Festival Eurovisão da Canção, a entregar o prémio a Johnny Logan
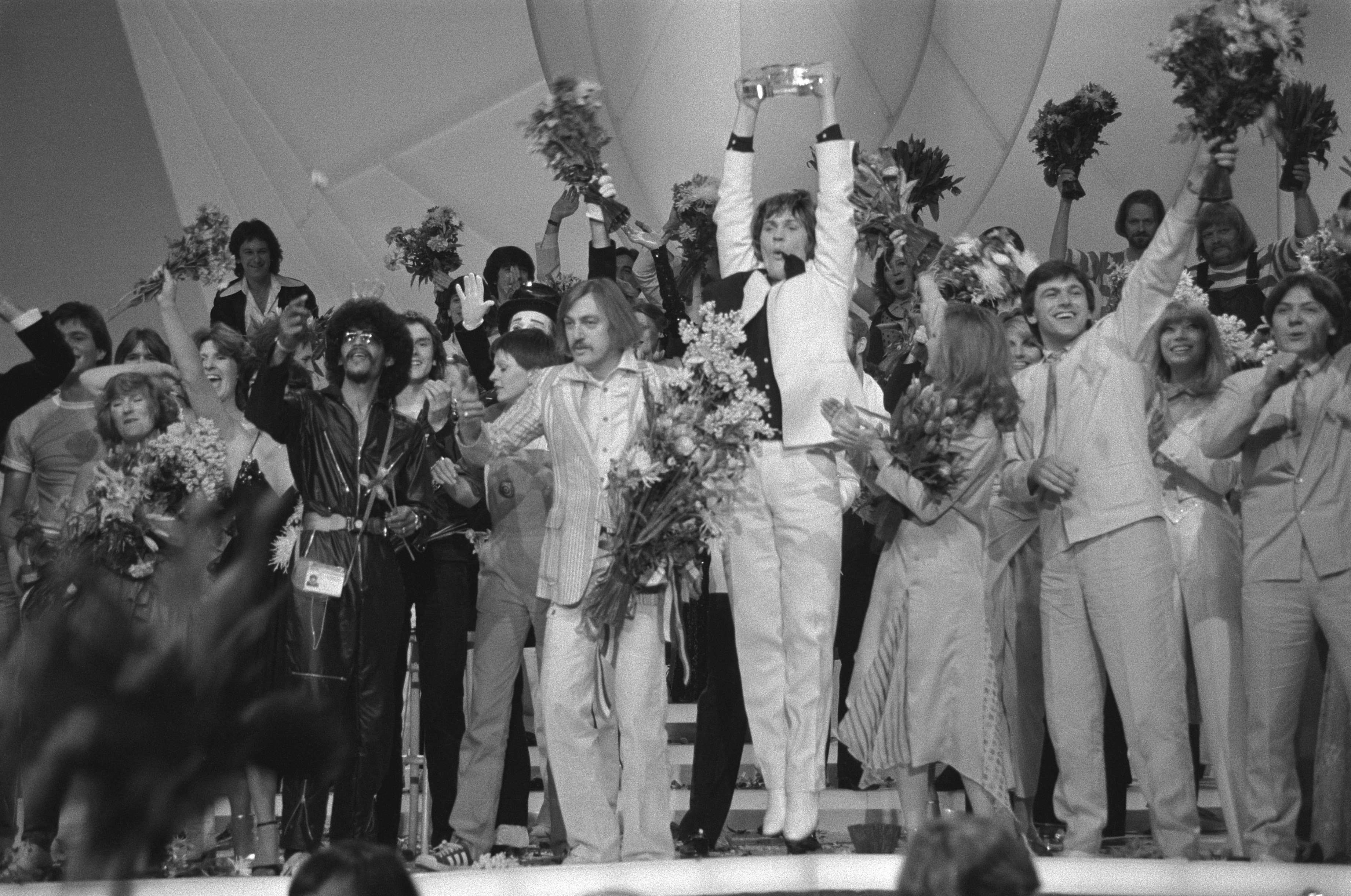
Todos os concorrentes

### Resultados
A ordem de votação no Festival Eurovisão da Canção 1980, foi a seguinte:

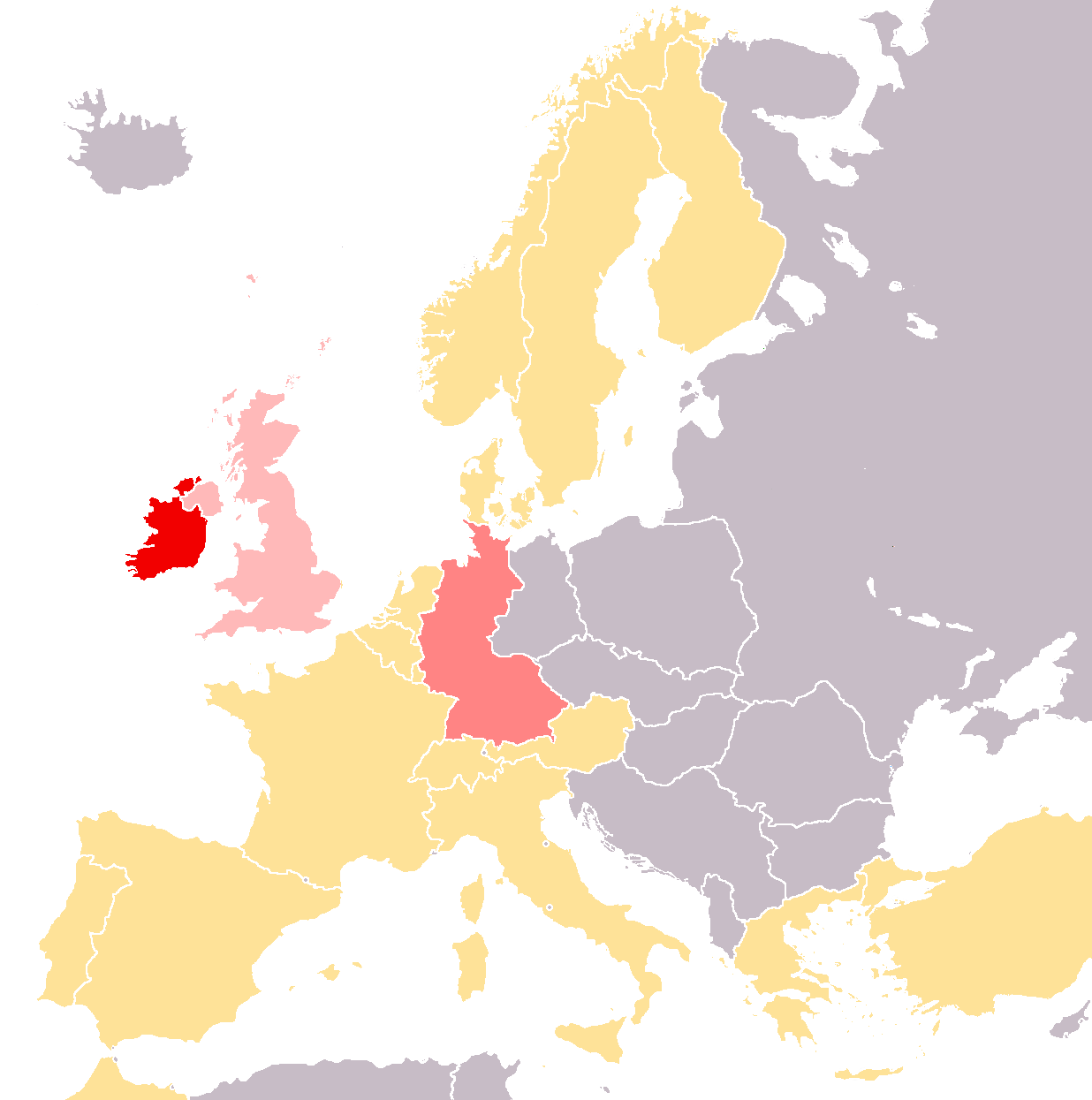
Vencedor
2º classificado
3º classificado

| Países Votantes | Países Pontuados | Países Pontuados | Países Pontuados | Países Pontuados | Países Pontuados | Países Pontuados | Países Pontuados | Países Pontuados | Países Pontuados | Países Pontuados | Países Pontuados | Países Pontuados | Países Pontuados | Países Pontuados | Países Pontuados | Países Pontuados | Países Pontuados     | Países Pontuados | Países Pontuados |
| --------------- | ---------------- | ---------------- | ---------------- | ---------------- | ---------------- | ---------------- | ---------------- | ---------------- | ---------------- | ---------------- | ---------------- | ---------------- | ---------------- | ---------------- | ---------------- | ---------------- | -------------------- | ---------------- | ---------------- |
| Países Votantes | Áustria          | Turquia          | Grécia           | Luxemburgo       | Marrocos         | Itália           | Dinamarca        | Suécia           | Suíça            | Finlândia        | Noruega          | Alemanha         | Reino Unido      | Portugal         | Países Baixos    | França           | República da Irlanda | Espanha          | Bélgica          |
| Áustria         |                  | 3                | 5                | 1                |                  | 2                |                  |                  | 6                |                  |                  | 8                | 7                |                  | 12               |                  | 10                   | 4                |                  |
| Turquia         |                  |                  |                  | 1                |                  | 6                |                  | 8                | 2                |                  |                  | 10               | 5                | 4                | 12               | 3                |                      | 7                |                  |
| Grécia          | 1                |                  |                  |                  |                  | 2                | 4                | 10               |                  |                  |                  |                  |                  | 5                | 6                | 7                | 12                   | 8                | 3                |
| Luxemburgo      |                  |                  | 1                |                  |                  |                  |                  | 10               | 5                |                  |                  | 3                | 8                | 4                | 12               | 2                | 7                    | 6                |                  |
| Marrocos        | 3                | 12               |                  |                  |                  |                  | 2                | 6                | 7                |                  | 4                | 10               | 8                |                  |                  | 1                |                      | 5                |                  |
| Itália          | 4                | 8                | 2                |                  | 7                |                  |                  | 5                | 3                |                  |                  | 12               |                  | 10               |                  |                  | 1                    | 6                |                  |
| Dinamarca       | 5                |                  | 2                | 4                |                  | 3                |                  |                  | 8                |                  |                  | 7                | 10               | 6                |                  | 1                | 12                   |                  |                  |
| Suécia          | 1                |                  |                  | 6                |                  | 10               |                  |                  | 2                |                  |                  | 5                | 12               | 8                | 3                | 4                | 7                    |                  |                  |
| Suíça           | 4                |                  |                  |                  |                  | 8                | 6                | 5                |                  |                  |                  | 7                | 10               | 2                | 3                | 1                | 12                   |                  |                  |
| Finlândia       | 5                |                  |                  | 3                |                  | 6                | 7                |                  | 12               |                  |                  | 2                | 4                | 1                | 10               |                  | 8                    |                  |                  |
| Noruega         | 6                |                  | 4                | 7                |                  | 2                | 1                |                  | 10               | 5                |                  |                  |                  | 8                |                  | 3                | 12                   |                  |                  |
| Alemanha        | 4                |                  |                  |                  |                  | 7                | 5                | 2                | 10               |                  | 6                |                  | 3                | 1                | 8                |                  | 12                   |                  |                  |
| Reino Unido     | 6                |                  | 3                | 8                |                  | 4                |                  |                  | 7                |                  |                  | 10               |                  |                  | 2                | 5                | 12                   |                  | 1                |
| Portugal        | 3                |                  | 1                |                  |                  | 12               |                  |                  | 6                |                  |                  | 8                | 7                |                  | 4                |                  | 5                    | 2                | 10               |
| Países Baixos   | 3                |                  | 8                |                  |                  | 1                |                  |                  | 10               |                  | 2                | 12               | 7                | 5                |                  | 4                | 6                    |                  |                  |
| França          | 4                |                  |                  | 7                |                  | 2                |                  |                  |                  | 1                | 3                | 10               | 5                | 6                | 12               |                  | 8                    |                  |                  |
| Irlanda         | 10               |                  | 4                | 8                |                  | 2                |                  |                  | 12               |                  |                  | 5                | 6                | 7                | 1                | 3                |                      |                  |                  |
| Espanha         | 4                |                  |                  | 3                |                  | 10               |                  | 1                | 2                |                  |                  | 12               | 8                |                  | 5                | 6                | 7                    |                  |                  |
| Bélgica         | 1                |                  |                  | 8                |                  | 10               |                  |                  | 2                |                  |                  | 7                | 6                | 4                | 3                | 5                | 12                   |                  |                  |
| Total           | 64               | 23               | 30               | 56               | 7                | 87               | 25               | 47               | 104              | 6                | 15               | 128              | 106              | 71               | 93               | 45               | 143                  | 38               | 14               |
| Lugar           | 8º               | 15º              | 13º              | 9º               | 18º              | 7º               | 14º              | 10º              | 4º               | 19º              | 16º              | 2º               | 3º               | 7º               | 5º               | 11º              | 1º                   | 12º              | 17º              |
| Países Votantes | Áustria          | Turquia          | Grécia           | Luxemburgo       | Marrocos         | Itália           | Dinamarca        | Suécia           | Suíça            | Finlândia        | Noruega          | Alemanha         | Reino Unido      | Portugal         | Países Baixos    | França           | República da Irlanda | Espanha          | Bélgica          |
| Países Votantes | Países Pontuados |                  |                  |                  |                  |                  |                  |                  |                  |                  |                  |                  |                  |                  |                  |                  |                      |                  |                  |

| Países Votantes | Países Pontuados | Países Pontuados | Países Pontuados | Países Pontuados | Países Pontuados | Países Pontuados | Países Pontuados | Países Pontuados | Países Pontuados | Países Pontuados | Países Pontuados | Países Pontuados | Países Pontuados | Países Pontuados | Países Pontuados | Países Pontuados | Países Pontuados     | Países Pontuados | Países Pontuados |
| --------------- | ---------------- | ---------------- | ---------------- | ---------------- | ---------------- | ---------------- | ---------------- | ---------------- | ---------------- | ---------------- | ---------------- | ---------------- | ---------------- | ---------------- | ---------------- | ---------------- | -------------------- | ---------------- | ---------------- |
| Países Votantes | Áustria          | Turquia          | Grécia           | Luxemburgo       | Marrocos         | Itália           | Dinamarca        | Suécia           | Suíça            | Finlândia        | Noruega          | Alemanha         | Reino Unido      | Portugal         | Países Baixos    | França           | República da Irlanda | Espanha          | Bélgica          |
| Áustria         | 0                | 3                | 5                | 1                | 0                | 2                | 0                | 0                | 6                | 0                | 0                | 8                | 7                | 4                | 12               | 0                | 10                   | 4                | 0                |
| Turquia         | 0                | 3                | 5                | 2                | 0                | 8                | 0                | 8                | 8                | 0                | 0                | 18               | 12               | 4                | 24               | 3                | 10                   | 11               | 0                |
| Grécia          | 1                | 3                | 5                | 2                | 0                | 10               | 4                | 18               | 8                | 0                | 0                | 18               | 12               | 9                | 30               | 10               | 22                   | 19               | 3                |
| Luxemburgo      | 1                | 3                | 6                | 2                | 0                | 10               | 4                | 28               | 13               | 0                | 0                | 21               | 20               | 13               | 42               | 12               | 29                   | 25               | 3                |
| Marrocos        | 4                | 15               | 6                | 2                | 0                | 10               | 6                | 34               | 20               | 0                | 4                | 31               | 28               | 13               | 42               | 13               | 29                   | 30               | 3                |
| Itália          | 8                | 23               | 8                | 2                | 7                | 10               | 6                | 39               | 23               | 0                | 4                | 43               | 28               | 23               | 42               | 13               | 30                   | 36               | 3                |
| Dinamarca       | 13               | 23               | 10               | 6                | 7                | 13               | 6                | 39               | 31               | 0                | 4                | 50               | 38               | 29               | 42               | 14               | 42                   | 36               | 3                |
| Suécia          | 14               | 23               | 10               | 12               | 7                | 23               | 6                | 39               | 33               | 0                | 4                | 55               | 50               | 37               | 45               | 18               | 49                   | 36               | 3                |
| Suíça           | 18               | 23               | 10               | 12               | 7                | 31               | 12               | 44               | 33               | 0                | 4                | 62               | 60               | 39               | 48               | 19               | 61                   | 36               | 3                |
| Finlândia       | 23               | 23               | 10               | 15               | 7                | 37               | 19               | 44               | 45               | 0                | 4                | 64               | 64               | 40               | 58               | 19               | 69                   | 36               | 3                |
| Noruega         | 29               | 23               | 14               | 22               | 7                | 39               | 20               | 44               | 55               | 5                | 4                | 64               | 64               | 48               | 58               | 22               | 81                   | 36               | 3                |
| Alemanha        | 33               | 23               | 14               | 22               | 7                | 46               | 25               | 46               | 65               | 5                | 10               | 64               | 67               | 49               | 66               | 22               | 93                   | 36               | 3                |
| Reino Unido     | 39               | 23               | 17               | 30               | 7                | 50               | 25               | 46               | 72               | 5                | 10               | 74               | 67               | 49               | 68               | 27               | 105                  | 36               | 4                |
| Portugal        | 42               | 23               | 18               | 30               | 7                | 62               | 25               | 46               | 78               | 5                | 10               | 82               | 74               | 49               | 72               | 27               | 110                  | 38               | 14               |
| Países Baixos   | 45               | 23               | 26               | 30               | 7                | 63               | 25               | 46               | 88               | 5                | 12               | 94               | 81               | 54               | 72               | 31               | 116                  | 38               | 14               |
| França          | 49               | 23               | 26               | 37               | 7                | 65               | 25               | 46               | 88               | 6                | 15               | 104              | 86               | 60               | 84               | 31               | 124                  | 38               | 14               |
| Irlanda         | 59               | 23               | 30               | 45               | 7                | 67               | 25               | 46               | 100              | 6                | 15               | 109              | 92               | 67               | 85               | 34               | 124                  | 38               | 14               |
| Espanha         | 63               | 23               | 30               | 48               | 7                | 77               | 25               | 47               | 102              | 6                | 15               | 121              | 100              | 67               | 90               | 40               | 131                  | 38               | 14               |
| Bélgica         | 64               | 23               | 30               | 56               | 7                | 87               | 25               | 47               | 104              | 6                | 15               | 128              | 106              | 71               | 93               | 45               | 143                  | 38               | 14               |
| Lugar           | 8º               | 15º              | 13º              | 9º               | 18º              | 7º               | 14º              | 10º              | 4º               | 19º              | 16º              | 2º               | 3º               | 7º               | 5º               | 11º              | 1º                   | 12º              | 17º              |
| Países Votantes | Áustria          | Turquia          | Grécia           | Luxemburgo       | Marrocos         | Itália           | Dinamarca        | Suécia           | Suíça            | Finlândia        | Noruega          | Alemanha         | Reino Unido      | Portugal         | Países Baixos    | França           | República da Irlanda | Espanha          | Bélgica          |
| Países Votantes | Países Pontuados |                  |                  |                  |                  |                  |                  |                  |                  |                  |                  |                  |                  |                  |                  |                  |                      |                  |                  |

#### 12 pontos
Os países que receberam 12 pontos foram os seguintes:
| # | Países Pontuados | Países Votantes                                                   |
| - | ---------------- | ----------------------------------------------------------------- |
| 7 | Irlanda          | Alemanha, Bélgica, Dinamarca, Grécia, Noruega, Reino Unido, Suíça |
| 4 | Países Baixos    | Áustria, França, Luxemburgo, Turquia                              |
| 3 | Alemanha         | Espanha, Itália, Países Baixos                                    |
| 2 | Suíça            | Finlândia, Irlanda                                                |
| 1 | Itália           | Portugal                                                          |
| 1 | Reino Unido      | Suécia                                                            |
| 1 | Turquia          | Marrocos                                                          |

### Maestros
Em baixo encontra-se a lista de maestros que conduziram a orquestra, na respectiva actuação de cada país concorrente.
| País          | Maestro              |
| ------------- | -------------------- |
| Áustria       | Richard Österreicher |
| Turquia       | Atilla Özdemiroğlu   |
| Grécia        | Jick Nacassian       |
| Luxemburgo    | Norbert Daum         |
| Marrocos      | Jean Claudric        |
| Itália        | Del Newman           |
| Dinamarca     | Allan Botschinsky    |
| Suécia        | Anders Berglund      |
| Suíça         | Peter Reber          |
| Finlândia     | Ossi Runne           |
| Noruega       | Sigurd Jansen        |
| Alemanha      | Wolfgang Rödelberger |
| Reino Unido   | John Coleman         |
| Portugal      | Jorge Machado        |
| Países Baixos | Rogier van Otterloo  |
| França        | Sylvano Santorio     |
| Irlanda       | Noel Kelehan         |
| Espanha       | Javier Iturralde     |
| Bélgica       | Nenhum               |

## Artistas repetentes
Em 1980, os repetentes foram:
| País (1980)   | Foto     | Artista          | Ano Anterior                                   | País Representado | Canção                        | Tradução                                     | Pontuação | Classificação |
| ------------- | -------- | ---------------- | ---------------------------------------------- | ----------------- | ----------------------------- | -------------------------------------------- | --------- | ------------- |
| Alemanha      |          | Katja Ebstein    | ESC 1970                                       | Alemanha          | "Wunder gibt es immer wieder" | Os milagres se sucedem outra vez e outra vez | 12        | 3º            |
| Alemanha      | ESC 1971 | Katja Ebstein    | Alemanha                                       | "Diese Welt"      | Este mundo                    | 100                                          | 3º        |               |
| Países Baixos |          | Maggie MacNeal   | ESC 1974 (como parte do grupo Mouth & MacNeal) | Países Baixos     | "I See a Star"                | Vejo uma estrela                             | 15        | 3º            |
| Suíça         |          | Paola del Medico | ESC 1969                                       | Suíça             | "Bonjour, Bonjour"            | Bom dia, Bom dia                             | 13        | 5º            |